# Грінфілд (округ Монро, Вісконсин)
Грінфілд (англ. Greenfield) — місто (англ. town) в США, в окрузі Монро штату Вісконсин. Населення — 677 осіб (2020).

## Демографія
Згідно з переписом 2010 року, у місті мешкало 707 осіб у 281 домогосподарстві у складі 211 родини. Було 326 помешкань
Расовий склад населення:
| - 94,6 % — білих - 2,1 % — корінних американців - 1,0 % — азіатів - 0,1 % — чорних або афроамериканців |

До двох чи більше рас належало 2,0 %. Частка іспаномовних становила 0,7 % від усіх жителів.
За віковим діапазоном населення розподілялося таким чином: 23,8 % — особи молодші 18 років, 59,4 % — особи у віці 18—64 років, 16,8 % — особи у віці 65 років та старші. Медіана віку мешканця становила 45,3 року. На 100 осіб жіночої статі у місті припадало 101,4 чоловіків;  на 100 жінок у віці від 18 років та старших — 96,7 чоловіків також старших 18 років.
Середній дохід на одне домашнє господарство  становив 79 703 долари США (медіана — 64 688), а середній дохід на одну сім'ю — 87 641 долар (медіана — 74 028). Медіана доходів становила 47 750 доларів для чоловіків та 42 813 долари для жінок. За межею бідності перебувало 3,4 % осіб, у тому числі 3,1 % дітей у віці до 18 років та 7,5 % осіб у віці 65 років та старших.
Цивільне працевлаштоване населення становило 409 осіб. Основні галузі зайнятості: роздрібна торгівля — 17,4 %, освіта, охорона здоров'я та соціальна допомога — 16,4 %, виробництво — 15,9 %.